# Calmaggiore

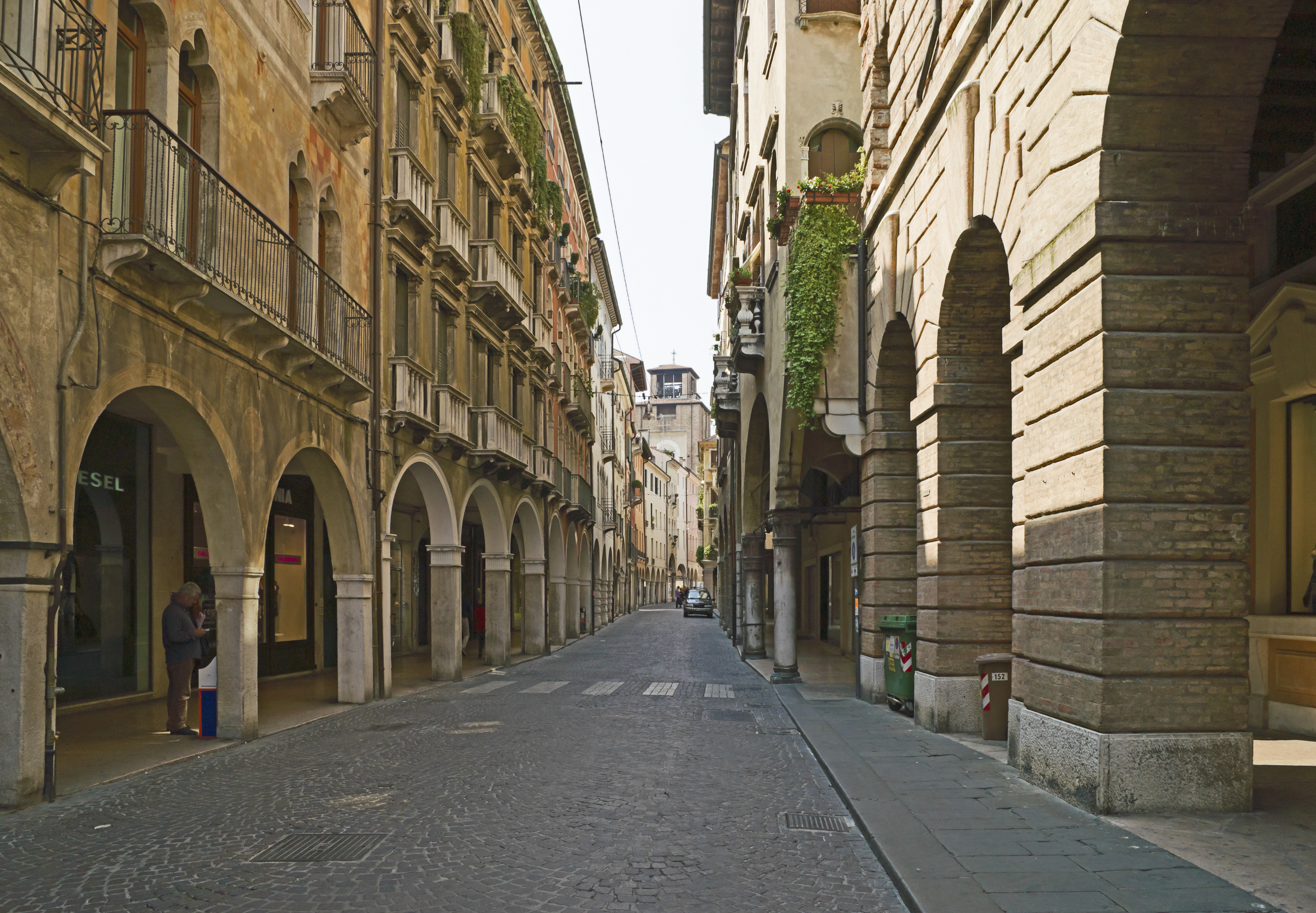
Calmaggiore, sguardo verso nordovest

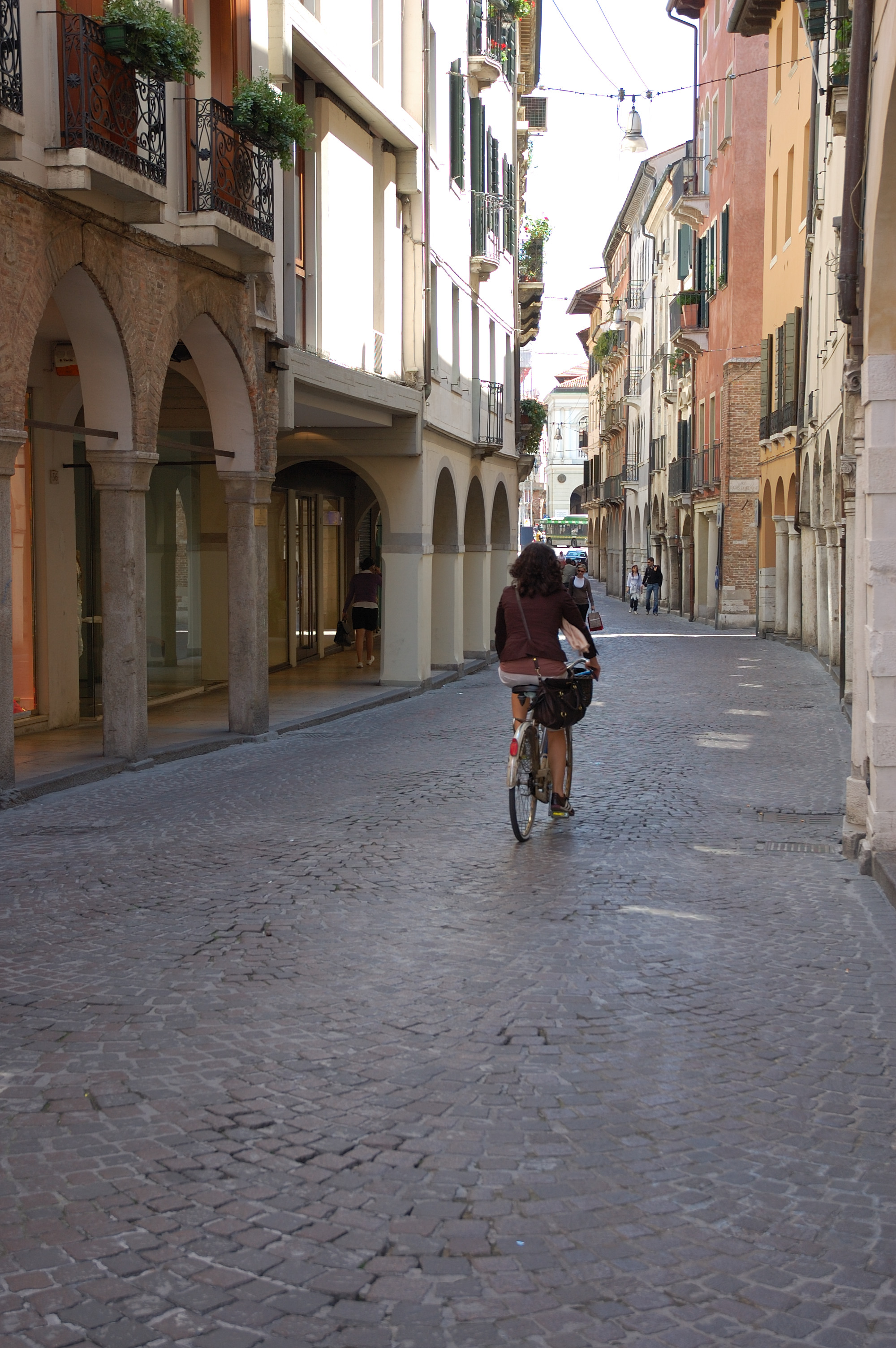
Calmaggiore, sguardo verso sud-est

Il Calmaggiore, che viene definito erroneamente via Calmaggiore, è la strada principale del centro storico di Treviso. Collega piazza del Duomo a piazza dei Signori.